# Mihály Tompa

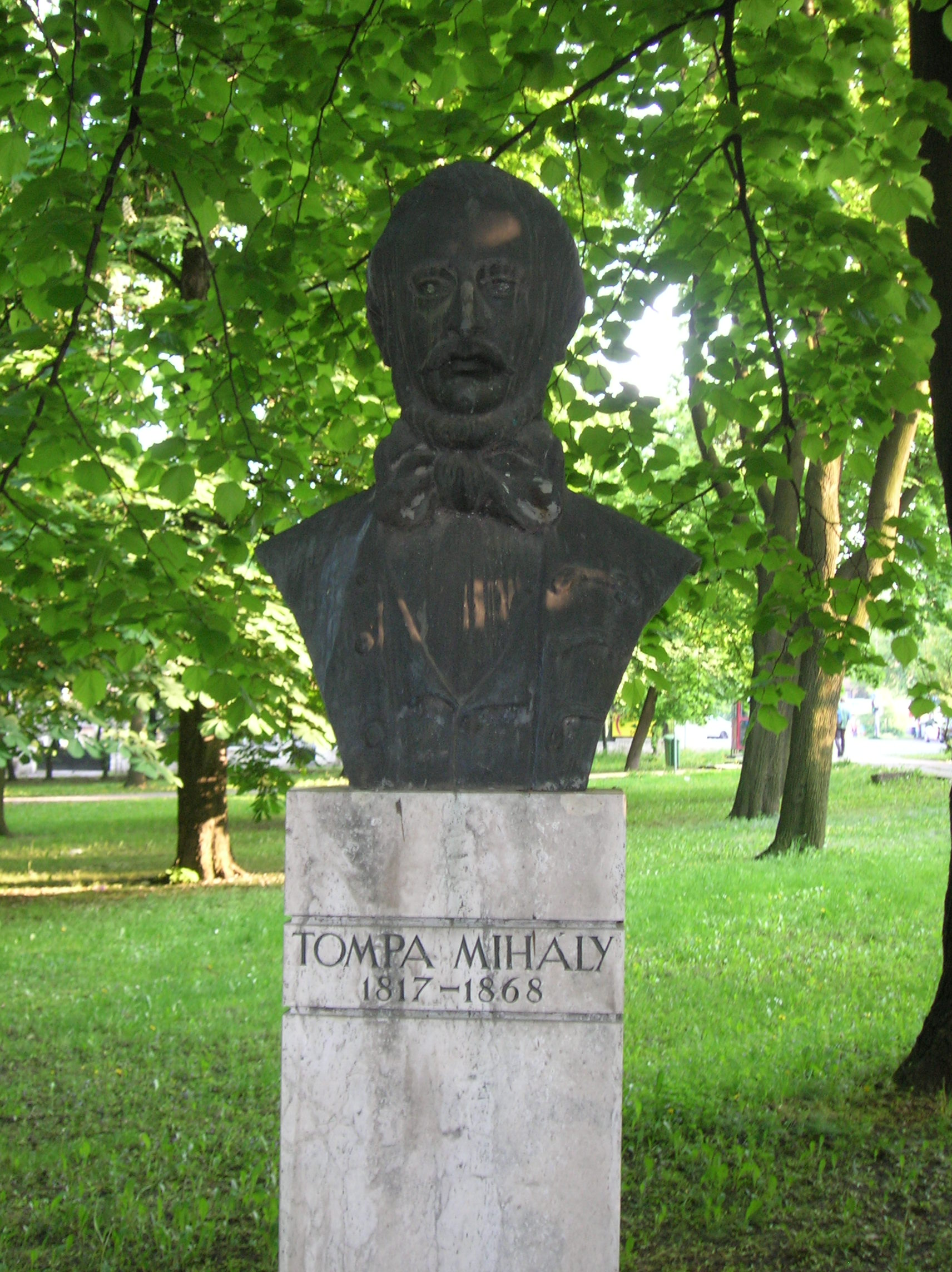
Statuia lui Mihály Tompa din Miskolc

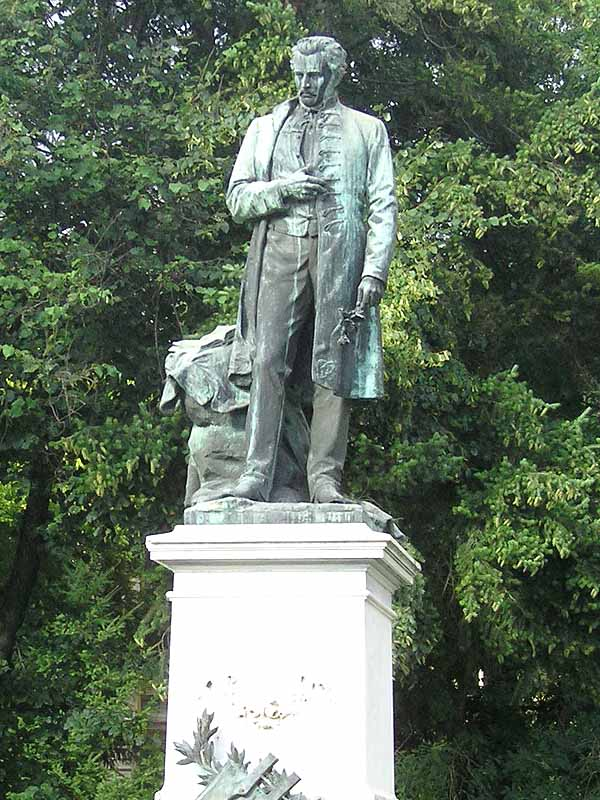
Statuia lui din Rimassombati. Operă de artă de Barnabás Holló (1902)

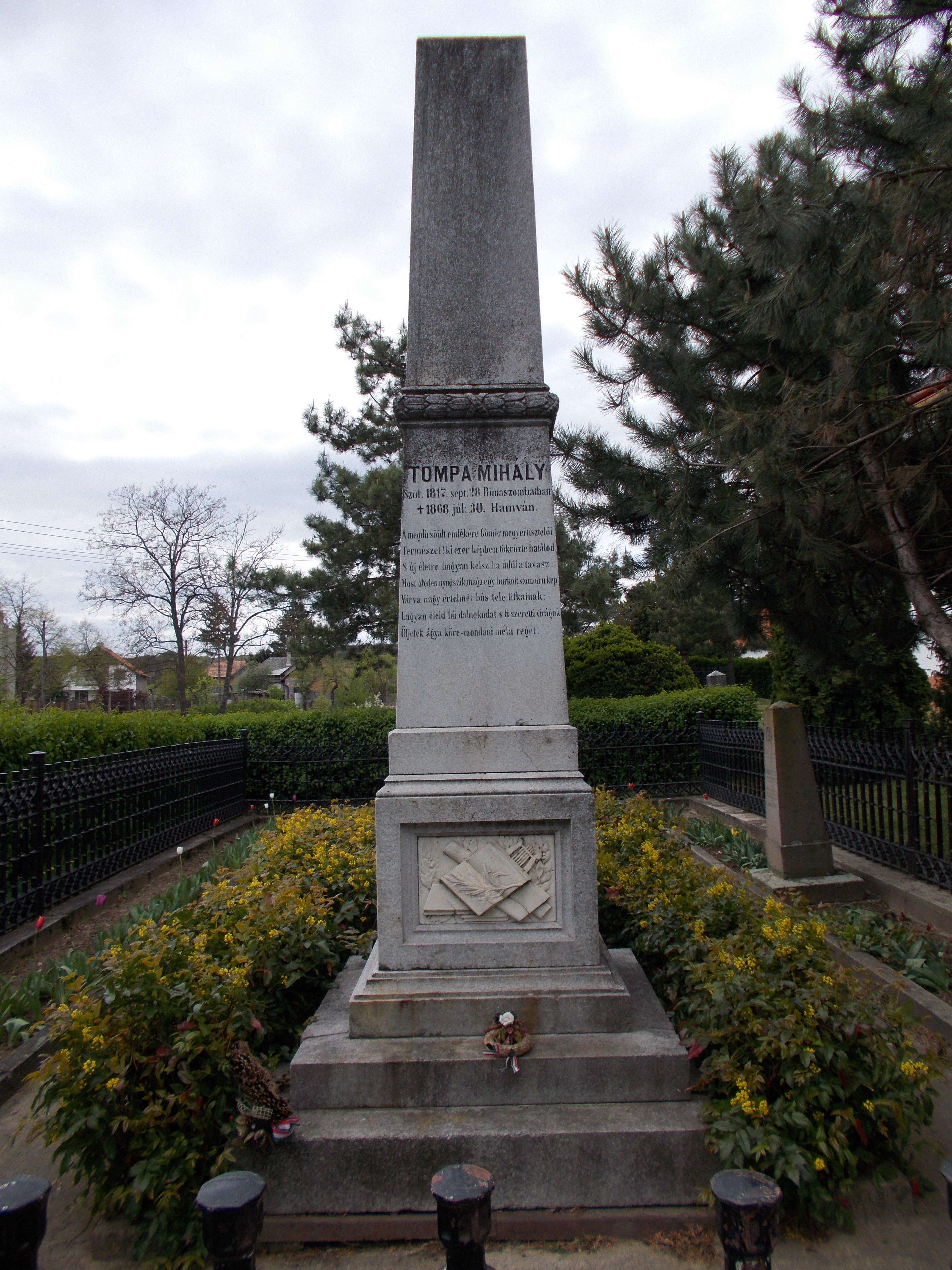
Mormântul lui Mihály Tompa din Hanva

Mihály Tompa (n. 28 septembrie 1817, Rimavská Sobota, Banskobystrický kraj, Slovacia – d. 30 iulie 1868, Chanava, Banskobystrický kraj, Slovacia) a fost un poet maghiar, unul dintre cei mai importanți reprezentanți ai curentului literar popular-național, preot reformat, membru corespondent al Academiei Maghiare de Științe (1858).
Tompa este unul dintre cei mai cunoscuți poeți maghiari, pe care publicul, împreună cu cercurile elevate, l-au considerat un contemporan demn al lui Sándor Petőfi și János Arany.

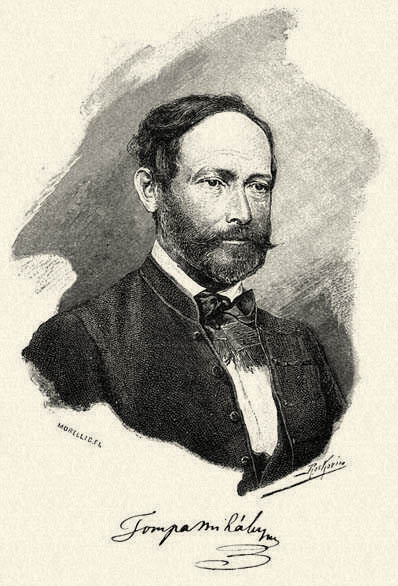
Mihály Tompa în jurul anului 1890, gravură în lemn de Gusztáv Morelli

Cele mai cunoscute lucrări sunt poeziile A madár fiaihoz și A golyahoz.

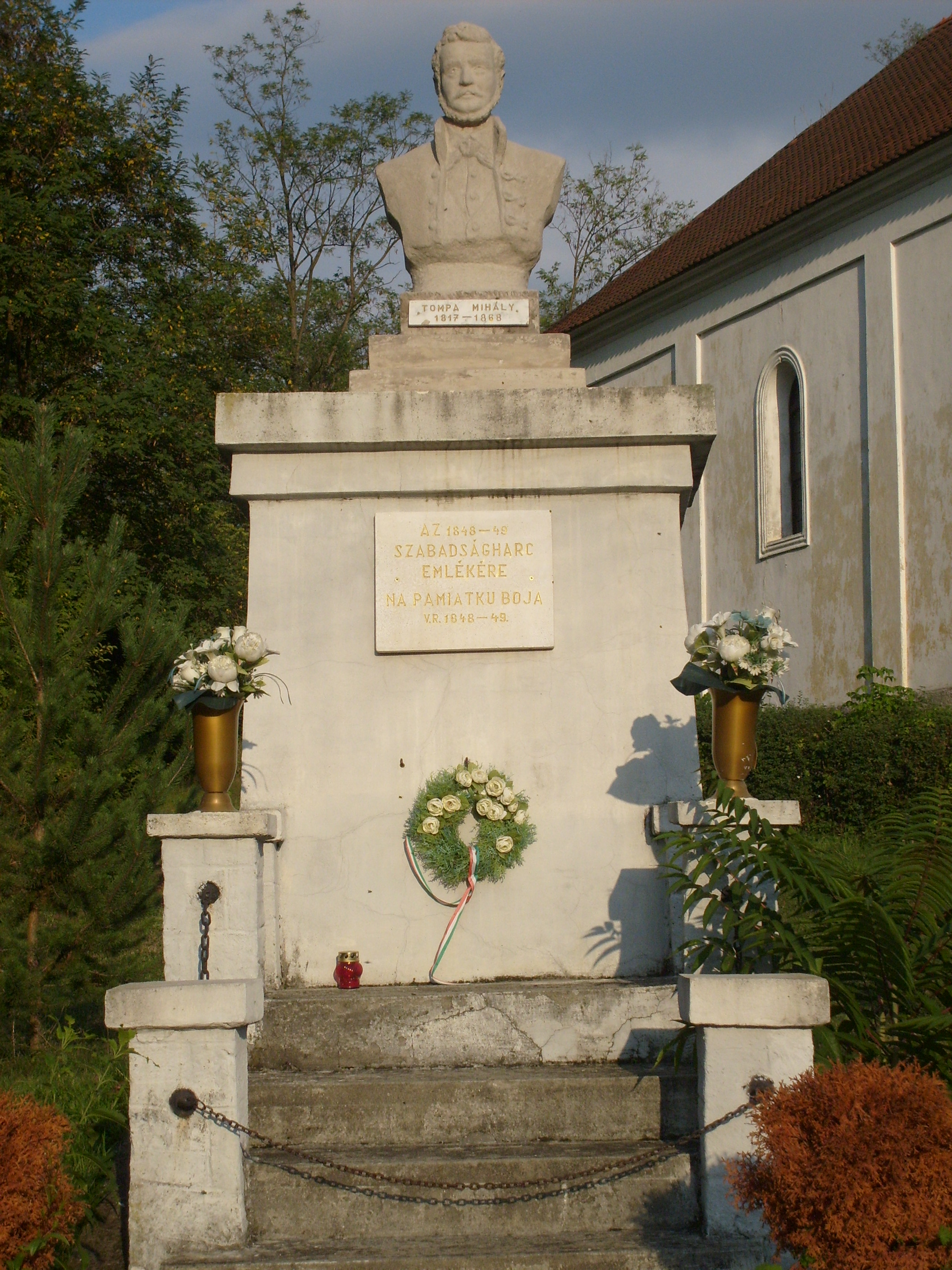
Bustul lui Mihály Tompa se află pe al 48-lea monument din Czizi

Casa părintească din Rimaszombat a fost marcată cu o placă în 1893; statuia în picioare, realizată de Barnabás Holló, a fost dezvelită în orașul Rimaszombat la 4 iunie 1902. Un monument mai mic (o grămadă de piatră în formă de piramidă înălțime de doi metri) a fost ridicat și pe Feketehegy în 1868 de către publicul scăldat în amintirea timpului lui Tompa acolo, în 1866.

## Lucrări publicate
- Népregék és népmondák („Proverbe populare și basme populare”), Pesta, 1846
- Szuhay Mátyás, ibid., 1847 (Költői pályaművek)
- Tompa Mihály versei („Poeziile lui Tompa Mihály”),  volumul I, ibid., 1847, vol. II, publicat de István Freibeisz, ibid., 1854 (în două ediții)
- Virágregék („Muguri de flori”), publicat de István Freibeiszp ibid., 1854 (ediția a II-a extinsă, 1856, ediția a III-a, 1863, ediția a IV-a, 1868, ibid., ediția a V-a cu titlu tipărit color, Budapesta, 1877, ed. a VI-a, ibid., 1883, ed. a VII-a, 1888, ed. a VIII-a, cu 28 de imagini cu flori în acuarelă de Irma Demeczkyné-Volf, ibid., 1900. A fost vândută în 25.000 de exemplare).
- Két halotti beszéd: 1. A halál mint az élet birálata. 2. A nő helye s hivatásának szépsége és fontossága („Două elogii: 1. Moartea ca conducător al vieții. 2. Frumusețea și importanța locului și profesiei unei femei”) (pentru Pál Szathmáry Király și Sámuelné Draskóczy), Miskolc, 1855
- Hűség („Loialitate”), discurs mortuar la ceremonia de doliu a doamnei Lidia Syposs Dobfeneki, văduvă născută Károlyn Molnár, Sajó-Kazan, 9 iulie 1855, ibid., 1855.
- Mit örököl a haza nagy fiai után? („Ce va moșteni țara după marii ei fii?”), discurs de înmormântare pentru József Teleki, ibid., 1855 (două ediții)
- Tompa Mihály versei („Poeziile lui Tompa Mihály”), Pesta, 1858, cinci volume, Acélmeteszerű arcképpel (I. és II. kötet külön kiadása: Dalok és románczok c., ibid., 1860)
- Egyházi beszédek („Predici”), Kecskemét, 1859, 1864, două broșuri
- Regék és népregék („Cântece și izvoade populare”), Pesta, 1866
- Ujabb költemények („Alte poezii”), ibid., 1866, două volume.
- Tompa Mihály legujabb költeményei („Ultimele poezii ale lui Tompa Mihály”), ibid., 1867 online
- Olajág („Ramura de măslin”), reflecții, cereri și rugăciuni. O carte de lectură și rugăciune pentru doamne, ibid., 1867 (ediția a II-a și ediția de buzunar, ibid., 1869, ed. a III-a, Budapesta, 1883, ed. a V-a, ibid., 1989)
- Halotti emlékbeszédek („Elogii funerare”), cu câteva postfețe, Miskolc, 1867
- Egyházi beszédek („Predici”), ibid., 1864, două broșuri (ediția a II-a, ibid., 1870).
- Tompa Mihály összegyűjtött költeményei („Poeziile lui Tompa Mihály”), cu biografie, portret și note, editat de János Arany, Pál Gyulai, József Lévay și Károly Szász, Pesta, 1870, șase volume (Separat: Lyrai költeményei („Poezii lirice”), 3 vol.; Elbeszélő költeményei („Poezii epice”), 3 vol., ibid., 1872 și Budapesta, 1886. În patru volume în 1890; într-un volum în 1894, ediție ilustrată, 1894, ibid.)
- Versek vegyes tartalommal („Poezii cu conținut mixt”, 1863). Legújabb költemények („Ultimele poezii”, 1867). Ediție nouă, același an. (colecția A magyar nemzet Családi Könyvtára CXVIII.)
- Ünnepi egyházi beszédek („Discursuri festive bisericești”), cuvântări bisericești ocazionale și obișnuite, selectate de József S. Szabó, Miskolc, 1898 și Budapesta, 1901. (Moaștele Tompei M., volumele I și II. Prot. Szemle, 1899)
- Népregéi 1844-1860 („Basme populare, 1844-1860”), Budapesta (colecția Olcsó Könyvtár Új, nr. 1133-1135.)
- Regéi. 1845-1860 („Legende, 1845-1860”), Budapesta (colecția Olcsó Könyvtár Új nr. 1139-1141.)
- Tompa Mihály munkái („Creațiile lui Tompa Mihály”), editat și completat cu o introducere de József Lévay, ibid, 1902–1905, cu portret fototipărit, patru volume (M. Remekírók nr. 37-40.)
- Tompa Mihály válogatott költeményei („Poezii alese ale lui Tompa Mihály”), selecție pentru tineret de dr. Miklós Lengyel, cu o biografie, ibid., 1904, cu un portret gravat pe lemn. (Kis Könyvtár 65., 66.)
- Tompa Mihály összes versei. Dalok, ódák, balladák, beszélyek, regék, népregék, virágregék („Toate poeziile lui Tompa Mihály: cântece, ode, balade, povești, cântece populare, cântece despre flori”), cu introducere de László Vajthó, Aczél, Budapesta, 1942
- Válogatott versek és levelek („Poezii și scrisori alese”); comp., note. Gyula Bisztray; Magvető, Budapesta, 1955 (Magyar könyvtár)
- Tompa Mihály levelezése („Corespondența lui Tompa Mihály”), editat și adnotat de Gyula Bisztray, Akadémiai, Budapesta, 1964 (A magyar irodalomtörténetírás forrásai)
- Szőlőhegyen, cu o introducere de Gyula Bisztray, Szépirodalmi, Budapesta, 1967
- Népregék, 1844-1860 („Basme populare, 1844-1860”); împreună cu Csaba Csorba; Borsod-Abaúj-Zemplén Megyei Levéltár [„Arhivele Județene Borsod-Abaúj-Zemplén”], Miskolc, 1987
- Dalfüzér, 1844 Tompa Mihály kéziratos, kottás népdalgyűjteménye („Dalfüzér, colecție de manuscrise cu cântece populare din 1844 a lui Mihály Tompa”), ediție identică, îngrijită de Péter Pogány și Lujza Tari, Herman Ottó Múzeum, Miskolc, 1988
- Pünköst reggelén („În dimineața Rusaliilor”), editat de Sándor Szénási, Kálvin, Budapesta, 1992
- Tompa Mihály összes költeményei („Toate poeziile lui Tompa Mihály”), două volume, prefață de  Károly Alexa, Nemzeti Tankönyvkiadó, Budapesta, 1994 (Felfedezett klasszikusok)
- A madár, fiaihoz („Pasărea, pentru fiii săi”), poezii și scrisori alese, Corvin, Deva, 2002 (Corvin klasszikusok)

Pe lângă acestea, mai multe ediții detaliate și mai mici ale poeziei și cântecelor sale populare au fost publicate în colecția Magyar Mesemondó és Historiák.

## Alte opere
Au fost publicate postumele sale inedite: Igazmondó 9. 1871. Ung 6. 1876, Pesti Hirlap 1879. 214., 1880. 158., Acord 1880. 157., Figyelő IX. 1880., XXVI. 1889, Fővárosi Lapok 1893. 267, 1894. 46, Rábaközi Ujság 5. 1897, Irodalomtörténeti Közlemenyék 1893, 1897., Keszthelyi Hirlap 1. 1898, Rozsnyói Hiradó 4. 1898, Vasárnapi Ujság 12. 101 
Scrisorile sale: Portrete 1848. II., Orszá-Tükre Naptára 1863., Jurnalul Bisericii și Școlii Protestante 1878. Nr. 34, 35; Operele lui János Dömötör. Budapesta, 1878. p. 204., Figyelő X. 1881., Cluj 1889. 269., Rozsnyói Hiradó 1872. 35., 1876., 28., 29., 1890. 36., Zemplén, Sárosmegyei Közlöny 1891. 3 și 4, Szabadság (Miskolcz) sâmb. 15. 1895 nr., Mezőtúr és Vidéke 1896. 27 și urm., Vasárnapi Ujság Nr. 12, 1899, Nr. 24, 1902. Budapesti Hirlap 1907. Nr 9 
Scrisorile sale se află sub formă de manuscris în arhivele Academiei Maghiare de Științe și în arhivele de manuscrise ale Muzeului Național Maghiar.